# Test de Bial
Le test de Bial est un test chimique de détection des pentoses. 

## Méthode
Il consiste à ajouter à l'échantillon un peu de « réactif de Bial » constitué d'orcinol, d'acide chlorhydrique et de chlorure ferrique. En milieu acide les pentoses se déshydratent pour former du furfural. Le furfural se condense avec l'orcinol en développant une coloration bleu. Un précipité peut se former si la concentration est suffisante.

Le test de Bial avec le ribose.